# Feihyla samkosensis
Feihyla samkosensis (anteriormente Chiromantis samkosensis), también conocida como rana de arbusto de Samkos, es una especie de anfibio anuro del género Chiromantis, de la familia de las Rhacophoridae, siendo una especie endémica de Camboya.

## Hallazgo
La rana fue descubierta en el año 2007 en el noroeste de los Montes Cardamomos o Montes Krâvanh (en jemer Chuor Phnom Krâvanh), en la Provincia de Pursat, concretamente en el área de Phnom Samkos (Camboya).

## Hábitat y características
Es una especie de rana que se encuentra en las tropicales y en humedales a unos 500 m s. n. m. de altitud; su hábitat está amenazado por la construcción de carreteras e infraestructuras civiles. 
- Longitud: 25 mm
- Color: verde, (piel translúcida) y huesos de color turquesa debido a la biliverdina.